# Тылыс
Тылы́с — деревня в Юкаменском районе Удмуртии, входит в состав Ёжевского сельского поселения.

## Население
| 2007 | 2010 | 2012 |
| ---- | ---- | ---- |
| 23   | ↘19  | ↘17  |

## Улицы
В деревне имеется одна улица — Центральная.